# Flicker Sessions 2017
Flicker Sessions 2017 será la gira de conciertos debut del cantante irlandés Niall Horan. El comienzo de la gira estuvo previsto para el 29 de agosto de 2017 en Dublín. Posteriormente la gira se desplazó hasta el continente americano y Australia (entre otros) con un total de 20 eventos confirmados alrededor del mundo. Se cree que la gira tendrá una vena acústica en recintos íntimos para concentrarse más en la música que en el propio espectáculo.

## Antecedentes
En septiembre de 2016 se confirmó el contrato de Horan como solista bajo el sello discográfico Capitol Records. Durante mismo mes, el cantante lanzó su primer sencillo titulado "This Town", posteriormente, en mayo de 2017 lanzó su segundo sencillo "Slow Hands". Ambas canciones estarán incluidas en su álbum debut el cual tiene previsto ser lanzado a la venta a finales de octubre de 2017.
La gira fue oficialmente anunciada el 10 de julio de 2017 a través de las diferentes redes sociales de Horan y su página web. Los boletos para la gira salieron a la venta el 12 de julio de 2017 en países europeos, mientras que en Norteamérica fueron puestos en venta mediante la plataforma "Verified Fan" de Ticketmaster el día 15 de julio de 2017.

## Continuación en 2018
Horan publicó una carta a sus fanes en redes sociales disculpándose por el hecho de no poder presentar su gira de conciertos en más ciudades alrededor del mundo. Él mismo dio pistas sobre una continuación de la gira para el año 2018. El cantante afirmó que las sesiones son "solo el principio".
Carta completa a los fanes: 
"Hola chicos. Ha sido increíble ver una reacción tan sorprendente al "Flicker Sessions Tour. Muchas gracias, como de costumbre, por su amor y apoyo. Para aquellos que se preguntan por qué no hago una parada más cerca de ustedes esta vez, por favor, tengan paciencia conmigo mientras planeo el 2018. Esto es solo el comienzo y una oportunidad para mí para volver a aprender el arte de hacer espectáculos y giras en general. Por favor, permanezcan pacientes y pronto habrá más noticias interesantes. Los amo a todos".
El 8 de septiembre de 2017, Horan anunció que se embarcaría en una gira mundial, la cual comenzaría a priori en Oceanía el 1 de junio de 2018 y avanzaría por todo el mundo durante el verano de ese mismo año. En el mes de octubre, se revelaron las fechas correspondientes para la etapa europea de su Flicker World Tour, marcando el inicio de esta para el 12 de marzo de 2018 en el 3Arena de Dublín, ciudad en donde también da su pistoletazo de salida esta gira.

## Set-list
Esta lista de canciones corresponde a las que fueran interpretadas el 29 de agosto de 2017 en el Olympia Theatre. Podría haber-se visto alterada en algunas fechas.
1. "The Tide"
2. "Seeing Blind"
3. "This Town"
4. "Paper Houses"
5. "You and Me"
6. "Fire Away"
7. "Flicker"
8. "Too Much to Ask"
9. "Since We're Alone"
10. "On The Loose"
11. "Mirrors"

Encore:
1. "Fool's Gold"
2. "Slow Hands"
3. "On my Own"

## Fechas
| Fecha                    | Ciudad         | País           | Recinto                   |
| Europa                   | Europa         | Europa         | Europa                    |
| ------------------------ | -------------- | -------------- | ------------------------- |
| 29 de agosto de 2017     | Dublín         | Irlanda        | Olympia Theatre           |
| 31 de agosto de 2017     | Londres        | Reino Unido    | O2 Shepherd's Bush Empire |
| 3 de septiembre de 2017  | Estocolmo      | Suecia         | Annexet                   |
| Oceanía                  |                |                |                           |
| 10 de septiembre de 2017 | Sídney         | Australia      | Enmore Theatre            |
| Asia                     |                |                |                           |
| 14 de septiembre de 2017 | Tokio          | Japón          | Ex Theatre                |
| Norteamérica             |                |                |                           |
| 19 de septiembre de 2017 | Los Ángeles    | Estados Unidos | Hollywood Palladium       |
| Sudamérica               |                |                |                           |
| 1 de octubre de 2017     | Río de Janeiro | Brasil         | Vivo Rio                  |
| Norteamérica             |                |                |                           |
| 29 de octubre de 2017    | Philadelphia   | Estados Unidos | The Fillmore              |
| 31 de octubre de 2017    | Nueva York     | Estados Unidos | Beacon Theatre            |
| 1 de noviembre de 2017   | Toronto        | Canadá         | Massey Hall               |
| 3 de noviembre de 2017   | Boston         | Estados Unidos | Orpheum Theatre           |
| 4 de noviembre de 2017   | Washington     | Estados Unidos | The Fillmore              |
| 6 de noviembre de 2017   | Miami Beach    | Estados Unidos | The Fillmore              |
| 9 de noviembre de 2017   | Orlando        | Estados Unidos | House of Blues            |
| 10 de noviembre de 2017  | Atlanta        | Estados Unidos | The Tabernacle            |
| 13 de noviembre de 2017  | Nashville      | Estados Unidos | Ryman Auditorium          |
| 15 de noviembre de 2017  | Chicago        | Estados Unidos | Rosemont Theatre          |
| 17 de noviembre de 2017  | Dallas         | Estados Unidos | South Side Ballroom       |
| 20 de noviembre de 2017  | Phoneix        | Estados Unidos | Comerica Theatre          |
| 22 de noviembre de 2017  | San Francisco  | Estados Unidos | The Masonic               |

### Conciertos cancelados
| Fecha                    | Ciudad           | País   | Lugar            | Motivo              |
| ------------------------ | ---------------- | ------ | ---------------- | ------------------- |
| 26 de septiembre de 2017 | Ciudad de México | México | El Plaza Condesa | Terremoto de Puebla |

### Recaudaciones
| Recinto                   | Ciudad         | Entradas vendidas/disponibles | Recaudación |
| ------------------------- | -------------- | ----------------------------- | ----------- |
| Olympia Theatre           | Dublín         | 1,567 / 1,567                 | $84.679     |
| O2 Shepherd's Bush Empire | Londres        | 1.618 / 1.618                 | $89.014     |
| Annexet                   | Estocolmo      | 2.952 / 2.952                 | $145.952    |
| Enmore Theatre            | Sídney         | 2,422 / 2,472                 | $138.570    |
| Vivo Rio                  | Río de Janeiro | 3.686 / 3.686                 | $247.629    |
| The Fillmore              | Filadelfia     | 2.128 / 2.128                 | $139.462    |
| Beacon Theatre            | Nueva York     | 2.766 / 2.766                 | $170.117    |